# Cinema Majestic
Cinema Majestic was een bioscoop aan de Gentsestraat 13 in Harelbeke.  Oorspronkelijk was het een filmzaal die in 1970 werd omgebouwd tot een multiplex-cinema met twee zalen; de eerste van zijn soort in België. Het was de eerste cinema van Albert Bert, die in de jaren 1960 de bioscoop overnam van zijn ouders en die later de bioscoopketen Kinepolis zou oprichten.
De Majestic sloot begin jaren ’80 haar deuren en de bovenste zaal werd geschonken aan de stad, die er tot op vandaag haar archief in onderbracht.